# Жанатурмис (Турара Рискулова район)
Жанатурми́с (каз. Жаңатұрмыс) — село у складі району Турара Рискулова Жамбильської області Казахстану. Адміністративний центр та єдиний населений пункт Жанатурмиського сільського округу.
Населення — 2415 (2021; 2446 у 2009, 2310 у 1999, 2588 у 1989).